# Обрызганный древолаз
Обрызганный древолаз (лат. Adelphobates galactonotus) — вид земноводных семейства древолазов. Ранее относился к роду Dendrobates.

## Описание
Общая длина достигает 4 см. Самцы отличаются более стройным туловищем и увеличенными дисками на концах пальцев. Окраска очень изменчива — обычно основной фон чёрный, а верхние части туловища и конечностей коричнево-красного, оранжевого или жёлтого цвета. Граница цветов образует причудливую волнистую линию — создаётся впечатление, что лягушку сверху мазнули кистью с густой краской. Отсюда происходит название вида. Известны популяции практически белых или однотонно красных особей.

## Образ жизни
Предпочитает первичные дождевые и влажные вторичные леса. Ведёт наземный образ жизни, чаще всего встречается у поваленных, полусгнивших стволов деревьев. Часто появляется днём, сидя на каких-либо возвышениях, даже в пятнах солнечного света. В сравнении с другими видами менее территориален. Питается муравьями и термитами, из-за чего вырабатывается яд.

## Размножение
Половая зрелость наступает в возрасте 1—1,5 лет. Самки откладывают 5—10 яиц на землю, а головастики для дальнейшего развития переносятся во временные водоёмы. Головастики появляются через 10-14 суток и живут в полостях деревьев, среди листьев, где скапливается вода. Метаморфоз длится 12 месяцев.

## Распространение
Эндемик Бразилии. Встречается в лесах штатов Пара, Мараньян и Токантинс.

## Галерея

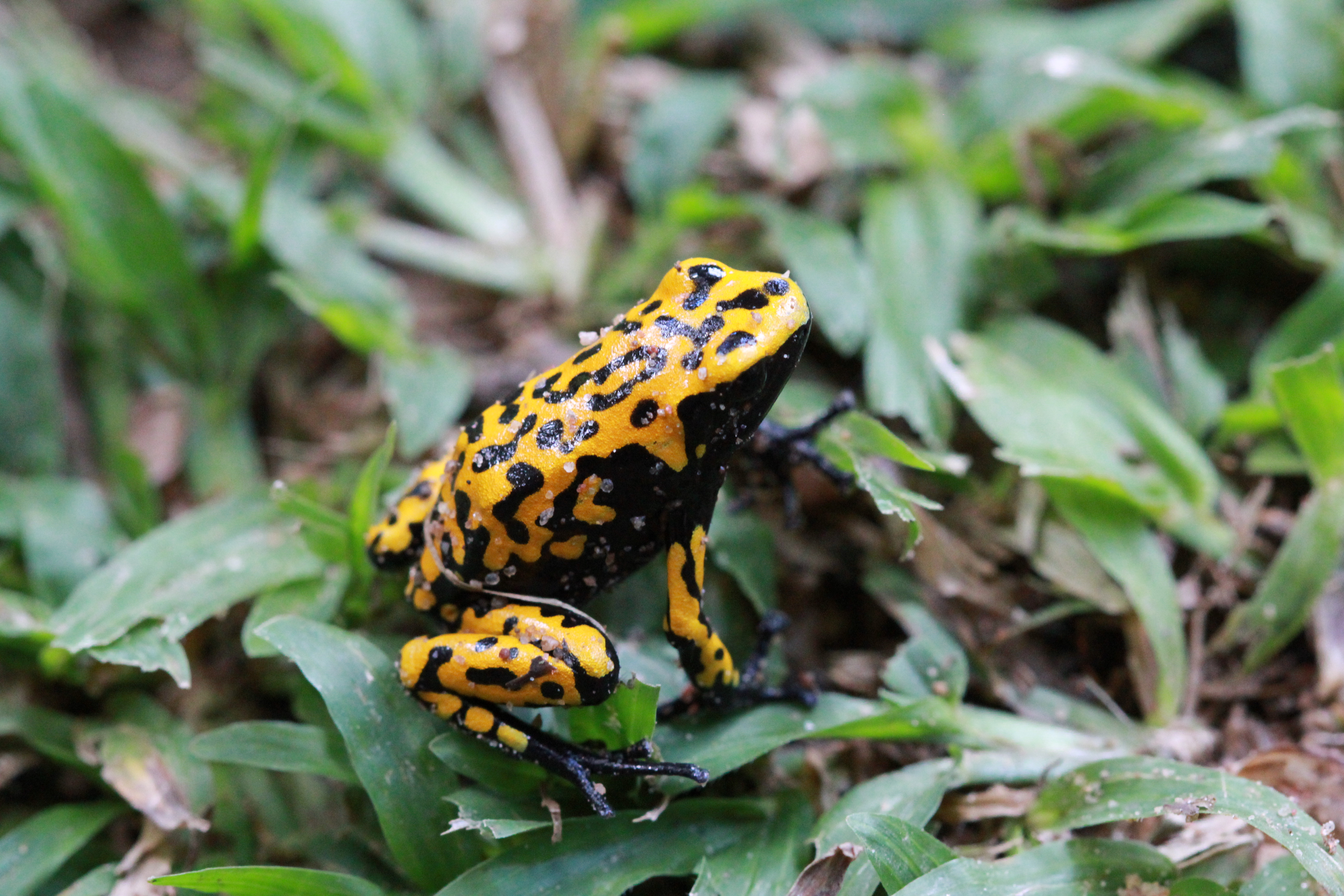
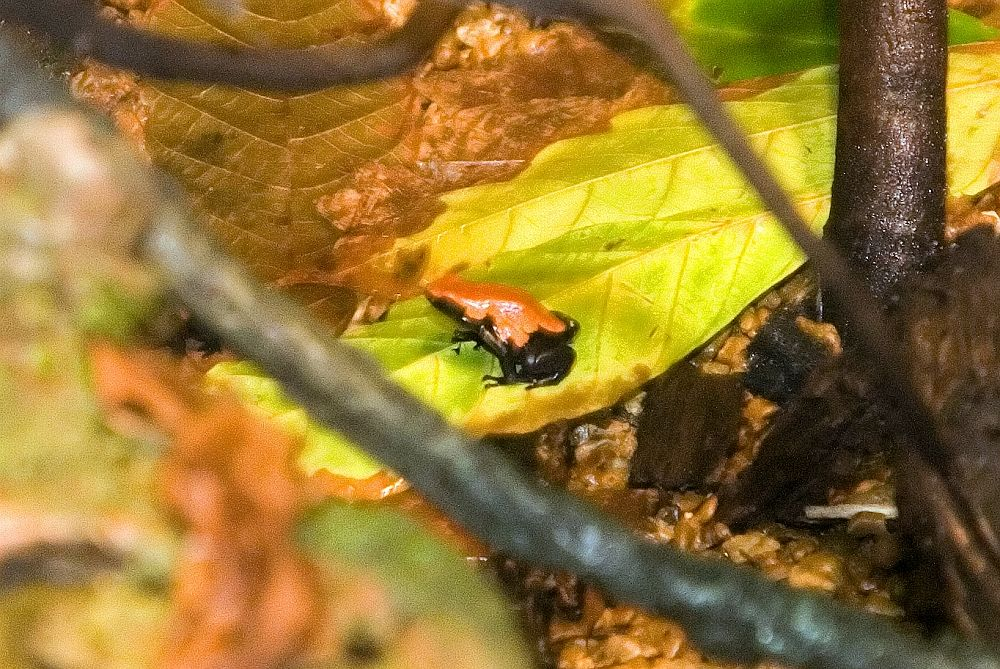